# Pierre Certon

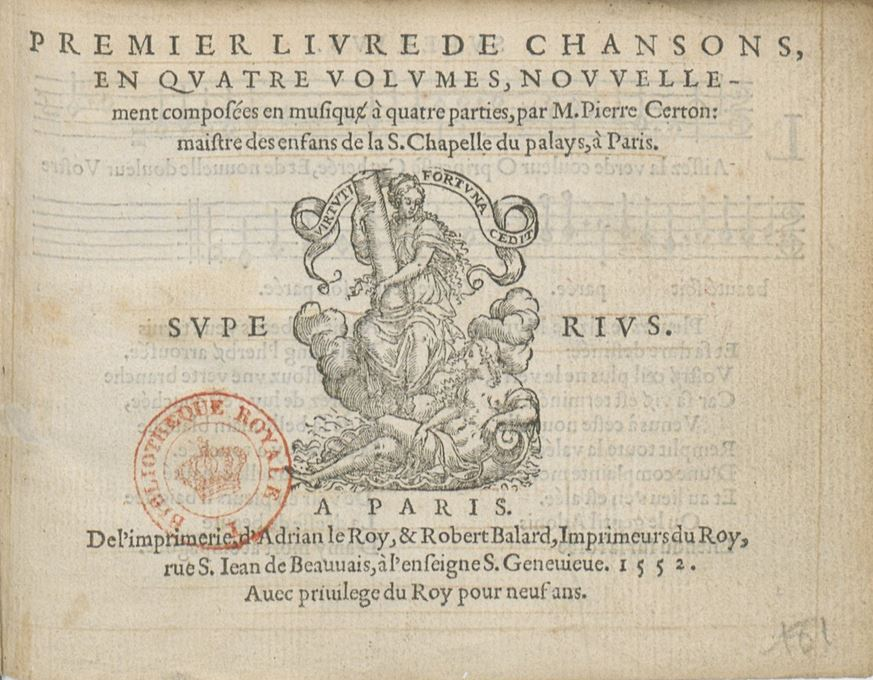
Publicatie uit 1552 met liederen van Pierre Certon

Pierre Certon (Melun (?), ca.1515 - Parijs, 23 februari 1572) was een Frans componist.

## Biografie
Rond 1530 werd hij tewerkgesteld in de Sainte-Chapelle te Parijs waar hij bevriend werd met Claudin de Sermisy. In 1536 werd hij er koormeester en in 1548 werd hij benoemd tot kapelaan. Naast zijn functie in Parijs werd hij 1560 kanunnik in de Collégiale Notre-Dame de Melun.
Zijn werken, missen, motetten, wereldlijke of spirituele liederen, werden onder andere uitgeven bij Pierre Attaingnant en Petrus Phalesius.